# Трофимов, Борис Владимирович
Бори́с Влади́мирович Трофи́мов (род. 14 января 1940, Москва) — советский и российский графический дизайнер, один из основателей и преподаватель в Высшей академической школе графического дизайна (1997—2013), руководитель курса графического дизайна в Институте бизнеса и дизайна (с 2013 года).

## Биография
Родился 14 января 1940 года в Москве. В 1967 году окончил Московский полиграфический институт. Президент Академии графического дизайна (1995—1997). Руководитель студии «Графический дизайн — Борис Трофимов» (с 1996 года). Организатор ряда дизайн-акций и профессионального клуба «Футура». Академик Академии графического дизайна, член Союза художников, Союза дизайнеров России, «Ассоциации дизайнеров-графиков Буэнос-Айреса» (почетный член), «Brno Biennale» (почётный член), Лауреат Государственной премии РФ в области литературы и искусства (2001).
Основатель Высшей академической школы графического дизайна (совместно с С. Серовым) и руководитель авторских творческих мастерских (с 1997 года). С 2013 года руководитель курса графического дизайна в Институте бизнеса и дизайна.
Живой классик неповторимой и прекрасной эпохиАндрей Шелютто

## Основные награды
- 1982 — Золотая медаль за «Пиктограммы к Олимпиаде`80» на Международной биеннале прикладной графики в Брно (совместно с Валерием Акоповым, Михаилом Аникстом, Василием Дьяконовым и Александром Шумилиным), Чехословакия
- 1984 — Первый приз «Бронзовая сова» на Международной ярмарке книги Consilio Manuque в Софии (совместно с Аркадием Троянкером), Болгария
- 1986 — Гран-при на Международной биеннале прикладной в Брно (совместно с Валерием Акоповым, Михаилом Аникстом, Василием Дьяконовым и Александром Шумилиным), Чехословакия
- 1997 — Вторая премия на Всероссийской выставке-конкурсе «Дизайн», Москва
- 1998 — Бронзовый диплом на Всероссийской выставке «Лучшие календари России», Москва
- 2001 — Лауреат Государственной премии РФ в области литературы и искусства (совместно с Сергеем Бархиным, Виктором Берёзкиным, Борисом Мессерером)
- 2003 — Почётный диплом «За оригинальный высокохудожественный дизайн православных изданий» Первой всероссийской премии «Православная книга России», Москва
- 2005 — Приз «Алмазное яйцо» (совместно с Евгенией Буториной, Владимиром Григорьевым, Эрастом Кузнецовым, Андреем Маркевичем, Андреем Рыбаковым, Сергеем Трофимовым) в номинации «Лучшая книга года», Международная книжная ярмарка, Москва
- 2010 — «Лучший книжный дизайн к Non-Fiction», Конкурс «Образ книги»
- 2011 — «Лучший книжный дизайн к Non-Fiction», Конкурс «Образ книги»
- 2014 — Премия Станиславского за лучшую книгу. Марина Токарева. Сцена между землей и небом

## Персональные выставки
- 1991 — «Графические сезоны. Юрий Перевезенцев и Борис Трофимов», Выставочный зал МОСХа, Москва
- 1998 — «Оффсет», Галерея дизайна «Има-пресс» — Фотоцентр, Москва
- 2001 — «Рисунки Бориса Свешникова», Общество «Мемориал» — Дом Чехова, Москва
- 2003 — «Рисунки Бориса Свешникова», Музейно-выставочный центр «На Стрелке», Красноярск
- 2003 — «Географический треугольник графического дизайна. Борис Трофимов и ученики», Тюменский музей изобразительных искусств, Тюмень
- 2006 — Выставка в Государственном научно-исследовательском музее архитектуры им. А. В. Щусева (аптекарский приказ), Москва

## Лекции
- Борис Трофимов мастер-класс «Around the book» (1 июля 2013)
- Борис Трофимов лекция «Текст как изображение. Изображение как текст» (16 апреля 2016)
- Борис Трофимов лекция «Книга дизайнера» (25 февраля 2017)
- ПрофВопрос. Интервью с графическим дизайнером Борисом Трофимовым (14 мая 2018)
- Борис Трофимов: «Для искусства очень важна питательная среда»

## Интервью
- «Дизайн волочится за вялыми заказчиками»
- «Тех, которых Ты мне дал, Господи, я сохранил»
- «Если человек потерял талант…»
- «Как оформлять книги»
- Борис Трофимов — о книжном дизайне и новом поколении